# Cresson (Pensilvania)
Cresson es un borough ubicado en el condado de Cambria, Pensilvania, Estados Unidos. Según el censo de 2020, tiene una población de 1525 habitantes.

## Geografía
La localidad está ubicada en las coordenadas 40°27′45″N 78°35′12″O / 40.46250, -78.58667 (40.462594, -78.586565).

## Demografía
Según la Oficina del Censo, en 2000 los ingresos medios de los hogares de la localidad eran de $26,293 y los ingresos medios de las familias eran de $34,900. Los hombres tenían unos ingresos medios de $30,972 frente a $21,853 para las mujeres. Los ingresos per cápita para la localidad eran de $15,562. Alrededor del 16.8% de la población estaba por debajo del umbral de pobreza.
De acuerdo con la estimación 2016-2020 de la Oficina del Censo, los ingresos medios de los hogares de la localidad son de $43,851 y los ingresos medios de las familias son de $68,250. Alrededor del 12.1% de la población está por debajo del umbral de pobreza.